# Geflügelfond

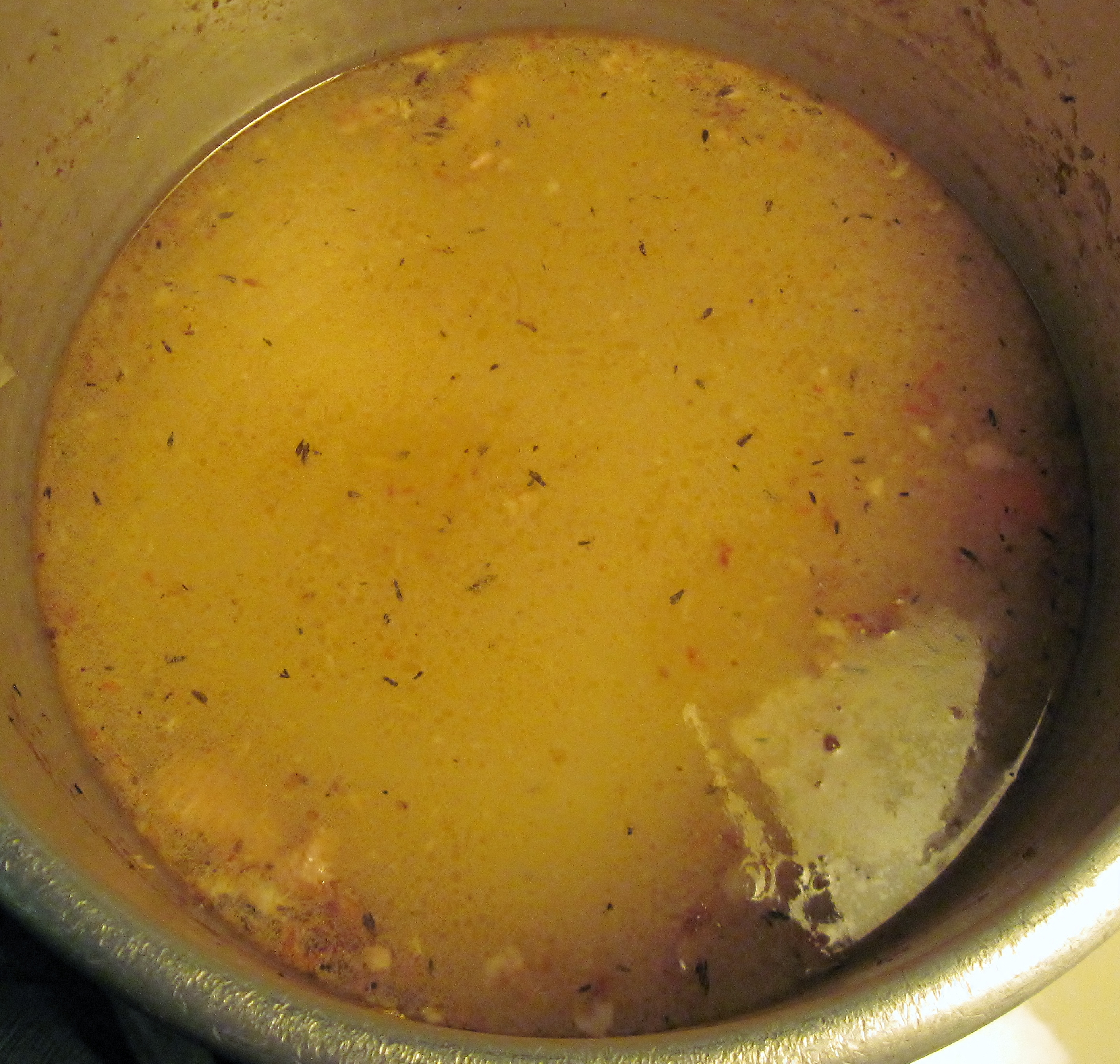
Geflügelfond

Geflügelfond (französisch fond de volaille) ist eine Grundbrühe, die beim Kochen von Suppenhühnern, Geflügelklein, Geflügelkarkassen, Wurzelgemüse, Gewürzen und Bouquet garni entsteht und als Grundlage von Saucen und Suppen dient. Die Geschmacksstoffe und die Inhaltsstoffe (z. B. Gelatine) der gegarten Lebensmittel werden dabei unter dem Einfluss von Wärme in salzarmem Wasser ausgekocht, so dass sie in Lösung gehen. Es gibt helle und dunkle Geflügelfonds; wenn die Rohstoffe vor dem Kochen angeröstet werden, entsteht ein dunkler Geflügelfond.